# Дерещук Петро Кузьмович
Петро́ Кузьми́ч Дерещу́к (Дерещенко) (29 червня (11 липня) 1886 , Вишнопіль, Уманський повіт, Київська губернія, Російська імперія  — 29 жовтня 1929 , Соловецький табір особливого призначення, Північний край ) — український військовий діяч часів УНР, державний інспектор Запорізького корпусу Армії УНР, повстанський отаман, голова Уманського повстанкому.

## Життєпис
Народився 29 червня 1886 (можливо 1884) року у Петрів піст у Вишнополі Уманського повіту — нині Тальнівського району Черкащини в заможній родині.
Батьки 1906 переїхали на власний хутір за 5 кілометрів від сучасного села Павлівка Перша. У 1920-х роках населення хутора до ноги винищили чекісти — тільки за те, що називався він Дерещуковим і жили тут родичі отамана.[джерело?]
Після навчання в Умані починав учителювати, не приховував, що не вважає російського царя найкращим, вважався неблагонадійним. З 1915 року вчитель з 10-річним педагогічним стажем — на Південному фронті. Після навчання в офіцерському училищі стає прапорщиком, дослужився до штабс-капітана.

### Українська Революція та служба в УНР
Під час Лютневої революції 1917 бере активну участь в українізації свого підрозділу і потрапляє під арешт за спробу вивести у розпорядження УЦР 38-ий піхотний полк. 
Стає членом партії соціалістів-революціонерів і делегатом Першого Всеукраїнського військового з'їзду. 1918 року, підтримавши ідеї Національного союзу, очолює на Уманщині повстанський загін, що брав участь у поваленні Павла Скоропадського.
Від травня 1919 — інспектор Запорізького Корпусу Армії УНР під командуванням полковника Петра Болбочана.
Під час судового процесу над Болбочаном, разом з керівниками 7-ї, 8-ї, частини 6-ї дивізій, командиром Запорозької групи полковником Сальським, полковником Євгеном Коновальцем, прохання про помилування Болбочана надійшло й від інспектора Запорозької групи Петра Дерещука. 
В 1920 очолив антибільшовицьке повстання на Уманщині. Голова Уманського повстанського комітету.

### Отаман Холодного Яру та останні роки життя
Був одним з отаманів Холодноярської Республіки.
Наприкінці 1920 року діяв спільно із загонами отаманів Семена Гризла, Матвія Григор'єва, Цвітковського (Квітковського) та інших, під загальним командуванням Головного отамана Андрія Гулого-Гуленка. Об'єднана частина (3000 багнетів та 600 шабель) вела бої проти 45-ї і 47-ї піших совєтських дивізій, частин Першої кінної армії, бригади Григорія Котовського.
В 1921 році — під загальним керівництвом Головного отамана Холодного Яру Герасима Нестеренка-Орла, провадив боротьбу проти більшовиків на Уманщині.
Будучи начальником Уманського підрайону, Дерещук координував дії свого загону та загонів, якими командували Мірошник і Кравченко.
У середині 1921 року загін Дерещука був розбитий, а він з небагатьма побратимами продовжував боротися аж до березня 1924 року, коли потрапив у засідку. З 1921 року з дружиною Ніною Олексіївною та донькою Оксаною мешкав у селах Баланівка та Ободівка на Поділлі під вигаданим прізвищем Марченко. 21 березня 1924 викритий й заарештований Уманським окружним відділом ГПУ.
16-27 серпня 1924 в Умані Київської губернії повітовий суд розглянув справу петлюрівського отамана П. Дерещука. Основні звинувачені П. Дерещук, Креничко і Артищенко засуджені за контрреволюційну діяльність до вищої міри покарання — розстрілу, інші підсудні — до умовного покарання.
Слухання було відкритим. Засідання Надзвичайної сесії ревтрибуналу висвітлювала комуністична преса, зокрема газета «Більшовик» у п'ятьох номерах писала про «Справу петлюрівського отамана Дерещука», акт обвинувачення вмістився на 30 друкованих аркушах, Отамана засудили до 10 років таборів, проте 1927 року його було амністовано. На волі пробув рік — працював у цей час в Науковій бібліотеці Академії наук в Києві.
30 липня 1928 року його знову арештували, звинувативши в антирадянській діяльності, а 30 квітня 1929 року винесли вирок, засудивши знову до 10 років позбавлення волі.
Після суду етапований до місця відбування покарання — СЛОНа — «Соловецкого лагеря особого назначения» — «Дерещук Петр Кузьмич, 43-х лет, из крестьян, учитель, служил в старой армии штабс-капитаном».
Загинув після викриття «Кремлівської змови». «Кремлівська змова» названа так тому, що до повстання готувалися в'язні головного табору Соловків — так званого Кремля. Після викриття смертний вирок було виконано щодо 36 керівників повстання — серед них був і Дерещук. До участі у спільному повстанні готувалися кількома групами, створеними за національною ознакою: сибіряки, українці, кабардинці, кавказці. В останню мить росіянин Брильов, засуджений за вбивство і контрабанду, доніс табірному начальству про змову серед засуджених за контрреволюційну діяльність.
Дерещука розстріляли 29 жовтня 1929 року. 1989 року поряд з місцем розстрілу встановлено камінь, до якого веде алея пам'яті. Того ж 1989 року російські прокуратура й суд переглянули справу і не знайшли у діях розстріляних в «кремлівській справі» складу злочину — доведено, що вони не планували після втечі готувати «вторгнення з Фінляндії».
У агітаційному радянському фільмі «Соловки (Соловецкие лагеря особого назначения)» — документальному німому кіно серед фото в'язнів «фас-анфас» під номером 3584 — Дерещук Петро Кузьмович з новим підтвердженням у підписі синім чорнилом: «43 года, учитель, в старой армии — штабс-капитан» і ще один напис, тільки червоним чорнилом збоку фото: «РАССТРЕЛЯН».